# Vemb Sogn
Vemb Sogn er et sogn i Ringkøbing Provsti (Ribe Stift).
I 1800-tallet var Vemb Sogn og Bur Sogn annekser til Gørding Sogn. Alle 3 sogne hørte til Hjerm Herred i Ringkøbing Amt. Gørding-Vemb-Bur sognekommune blev ved kommunalreformen i 1970 indlemmet i Ulfborg-Vemb Kommune, der ved strukturreformen i 2007 indgik i Holstebro Kommune.
I Vemb Sogn ligger Vemb Kirke.
I sognet findes følgende autoriserede stednavne:
- Bundgård (bebyggelse)
- Hvolby (bebyggelse)
- Knudsig (bebyggelse)
- Nørre Hedegård (bebyggelse)
- Stenumgårds Plantage (areal)
- Sønder Hedegård (bebyggelse)
- Vemb (stationsby)
- Øster Vemb (bebyggelse)